# Živnostenská škola (Užhorod)
Bývalá Živnostenská škola se nachází v Užhorodě, na Pravoslavném nábřeží na Ukrajině. Funkcionalistická budova školy vznikla v roce 1933 během existence První československé republiky.

## Historie
Budovu školy navrhl český architekt Jan Gillar ještě předtím, než se stal členem spolku Devětsil. Vznikla na základě plánu československé vlády z roku 1929, který měl zajistit lepší podmínky pro učně na území ČSR a také Podkarpatské Rusi. Pro stavbu objektu byla vybrána plocha na břehu řeky Uh známá pod názvem Verbnik podle toho, že zde rostly početné vrbové háje. Základní kámen školy byl položen dne 6. srpna 1931 a stavební práce byly dokončeny 19. února 1933. Budova byla projektována jako rohový objekt. Funkcionalistický charakter dvoupatrové budovy dokládá absence dekorativních prvků. Nápadný je naopak hlavní vchod s balkónem a štít, který vystupuje nad hlavním vchodem.
Škola byla po druhé světové válce opětovně otevřena v roce 1946 dodnes slouží svému účelu, byť se zde vyučují jiné obory. Po roce 1933 nebyla rekonstruována. V roce 1964 k ní byla přistavěna další část směrem k břehu řeky Uh.